# Grosphus mayottensis
Espèce
Grosphus mayottensis est une espèce de scorpions de la famille des Buthidae.

## Distribution
Cette espèce est endémique de Mayotte dans l'archipel des Comores.

## Description
La femelle holotype mesure 64,3 mm.

## Étymologie
Son nom d'espèce, composé de mayott[e] et du suffixe latin -ensis, « qui vit dans, qui habite », lui a été donné en référence au lieu de sa découverte, Mayotte.

## Publication originale
- Lourenço & Goodman, 2009 : « Scorpions from the Comoros Archipelago: description of a new species of Grosphus Simon (Scorpiones, Buthidae) from Mayotte (Maore). » Boletín de la Sociedad Entomológica Aragonesa, no 44, p. 35-38 (texte intégral).